# Klasse van natte strooiselruigten
De klasse van natte strooiselruigten (Convolvulo-Filipenduletea) is een klasse van syntaxa die typisch zijn voor natte, eutrofe standplaatsen met veel biomassaproductie. Deze vegetatietypen kunnen variëren van eentonig met slechts enkele dominante soorten, tot zeer soortenrijke begroeiingen met vaak bijzondere soorten.

## Naamgeving en codering
| Calystegio-Filipenduletea Géhu & Géhu-Franck 1987        |
| Convolvulo sepium-Filipenduletea Géhu & Géhu-Franck 1987 |
| Filipendulo-Calystegietea Géhu & Géhu-Franck 1987        |
| Filipendulo-Convolvuletea Géhu & Géhu-Franck 1987        |
| Lythro salicariae-Filipenduletea Pass. 1988              |
| Lythro-Filipenduletea Klauk 1993                         |
| Valeriano-Filipenduletea Prsg et al. 1993                |

- Nederlands: Klasse der natte strooiselruigten, rietruigten
- Frans: Mégaphorbiaies planitiaires à montagnardes
- Syntaxoncode voor Nederland (rVvN): r33
- Natura2000-habitattypecode (EU-code): H6430

De wetenschappelijke naam Convolvulo-Filipenduletea is afgeleid van de botanische namen van twee kensoorten binnen deze klasse, de algemeen voorkomende haagwinde (Convolvulus sepium) en de moerasspirea (Filipendula ulmaria).

## Fysiognomie
Het vegetatieaspect van de syntaxa uit de klasse van natte strooiselruigten is in het fenologisch optimum vaak zeer kleurrijk en weelderig.

### Symmorfologie
In de symmorfologie van de klasse van natte strooiselruigten speelt de kruidlaag – die vaak uit meerdere etages bestaat – de hoofdrol. De formatie waarin deze gemeenschappen voorkomen is een ruigte. De belangrijkste typen kruidachtigen die de vegetatiestructuur bepalen in de klasse van natte strooiselruigten zijn ruigtekruiden (zoals harig wilgenroosje en moerasspirea), slingerplanten (zoals haagwinde en bitterzoet) en rietachtige graminoïden (zoals riet en rietgras). De meest voorkomende halfstruik is dauwbraam. Een struik- en boomlaag zijn afwezig of zeer slecht ontwikkeld. De moslaag is doorgaans ook slecht ontwikkeld, soms kunnen veenmossen aanwezig zijn in de overgang naar veenmosrietland (Pallavicinio-Sphagnetum).
De kruidlaag kan zeer verschillend zijn naargelang de bodem droog of nat is, voedselrijk of voedselarm, kalkrijk of kalkarm. Ook de ouderdom heeft een invloed: aanvankelijk zijn er minder forse kruiden (eenjarigen, kleine soorten, rozetplanten) die geleidelijk worden vervangen door forsere kruiden. In voedselrijke omstandigheden komt meestal een gering aantal soorten tot dominantie.

## Ecologie
Bij de klasse van natte strooiselruigten alleen om soortenrijke ruigten op natte tot zeer natte bodem met soms bijzondere soorten, voornamelijk te vinden langs waterlopen. In Nederland en Vlaanderen zijn deze onder te verdelen in twee verbonden met een vijftal associaties.

### Successie
Natte strooiselruigten ontstaan meestal uit vochtige halfnatuurlijke graslanden waarin het beheer of begrazing wegvalt. Indien deze met rust gelaten worden, gaat de successie verder naar struwelen en later meestal naar loofbos: de climaxvegetatie.

## Onderliggende syntaxa in Nederland en Vlaanderen
De klasse van natte strooiselruigten wordt in Nederland en Vlaanderen vertegenwoordigd door twee orden met beide maar één verbond.
- - moerasspirea-orde (Filipenduletalia)
    - moerasspirea-verbond (Filipendulion)
      - associatie van moerasspirea en echte valeriaan (Valeriano-Filipenduletum)

  - orde van harig wilgenroosje (Convolvuletalia sepium)
    - verbond van harig wilgenroosje (Epilobion hirsuti)
      - rivierkruiskruid-associatie (Valeriano-Senecionetum fluviatilis)
      - moerasmelkdistel-associatie (Soncho-Epilobietum hirsuti)
      - associatie van strandkweek en heemst (Oenantho-Althaeetum)

- Derivaatgemeenschap met late guldenroede (DG Solidago gigantea-[Epilobion hirsuti])
- Derivaatgemeenschap met reuzenbalsemien (DG Impatiens glandulifera-[Convolvulo-Filipenduletea/Galio-Urticetea])
- Rompgemeenschap met reuzenpaardenstaart (RG Equisetum telmateia-[Filipendulion])
- Rompgemeenschap met grote engelwortel (RG Angelica archangelica-[Epilobion hirsuti])
- Rompgemeenschap met koninginnekruid en riet (RG Eupatorium cannabinum-Phragmites australis-[Convolvulo-Filipenduletea])
- Rompgemeenschap met harig wilgenroosje (RG Epilobium hirsutum-[Convolvulo-Filipenduletea])
- Rompgemeenschap met haagwinde en riet (RG Convolvulus sepium-Phragmites australis-[Convolvulo-Filipenduletea])
- Rompgemeenschap met bitterzoet en riet (RG Solanum dulcamara-Phragmites australis-[Convolvulo-Filipenduletea])
- Rompgemeenschap met rietgras (RG Phalaris arundinacea-[Convolvulo-Filipenduletea])
- Rompgemeenschap met grote brandnetel (RG Urtica dioica-[Convolvulo-Filipenduletea])
- Rompgemeenschap met heelblaadjes (RG Pulicaria dysenterica-[Convolvulo-Filipenduletea/Agrostietalia stoloniferae])
- Rompgemeenschap met hennegras (RG Calamagrostis canescens-[Filipenduletalia/Molinietalia])

## Vegetatiezonering
In de vegetatiezonering vormt de vegetatie van de klasse van natte strooiselruigten vaak contactgemeenschappen met syntaxa uit de riet-klasse, de klasse van nitrofiele zomen of de klasse van matig voedselrijke graslanden. Ook kunnen veel syntaxa uit deze klasse in de vegetatiezonering voorkomen als zoom langs bossen en struwelen van de klasse van wilgenvloedbossen en -struwelen.

## Verspreiding
De klasse van natte strooiselruigten kent een vrij groot verspreidingsgebied; het omvat Europa en grote delen van Zuidwest-Azië en Siberië. De klasse bereikt haar optimum in het laagland en in beekdalen van submontane en montane gebieden.
De Lage Landen vormen een belangrijk zwaartepunt binnen het verspreidingsgebied van de klasse. Twee associaties uit de klasse – de rivierkruiskruid-associatie en de associatie van strandkweek en heemst – komen nauwelijks buiten Nederland voor.

## Diagnostische taxa voor Nederland en Vlaanderen
In de onderstaande synoptische tabel staan de belangrijkste diagnostische plantentaxa van de klasse van natte strooiselruigten voor Nederland en Vlaanderen.
Kruidlaag
| Kentaxon | Diff.soort | Abundantie | Triviale naam      | Botanische naam       | Opmerking                             | Afbeelding |
| -------- | ---------- | ---------- | ------------------ | --------------------- | ------------------------------------- | ---------- |
| kK       |            |            | haagwinde          | Convolvulus sepium    |                                       |            |
| kK       |            |            | moerasspirea       | Filipendula ulmaria   |                                       |            |
| kK       |            |            | gewone smeerwortel | Symphytum officinale  |                                       |            |
| kK       |            |            | koninginnekruid    | Eupatorium cannabinum |                                       |            |
| kK       |            |            | harig wilgenroosje | Epilobium hirsutum    |                                       |            |
| kK       |            |            | moerasmelkdistel   | Sonchus palustris     |                                       |            |
| kK       |            |            | grote kattenstaart | Lythrum salicaria     |                                       |            |
| kK       |            |            | moerasandoorn      | Stachys palustris     |                                       |            |
|          | dK         |            | grote brandnetel   | Urtica dioica         | t.o.v. het riet-verbond (Phragmition) |            |

Moslaag
Geen kensoorten

## Fotogalerij

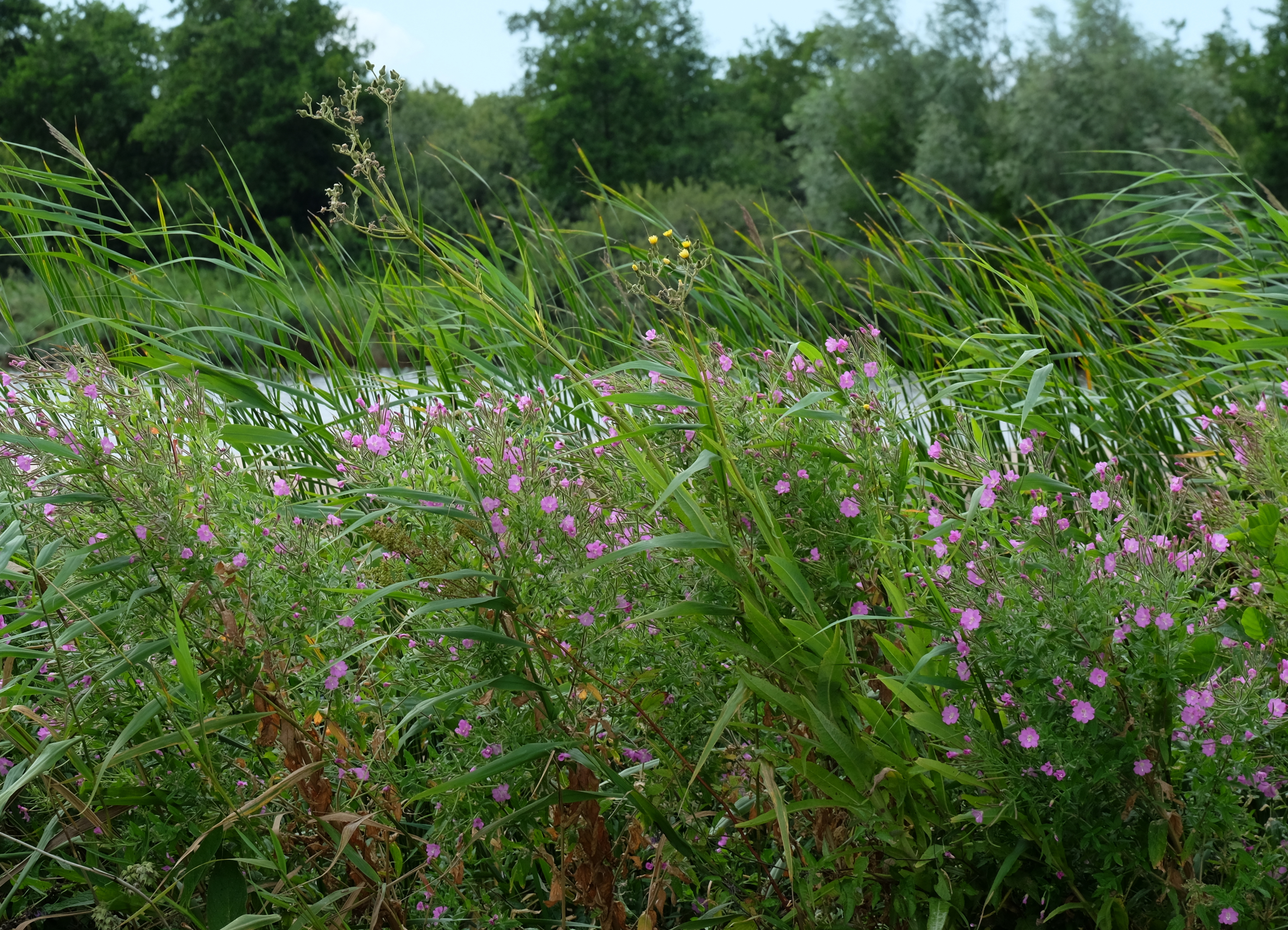
Moerasmelkdistel-associatie
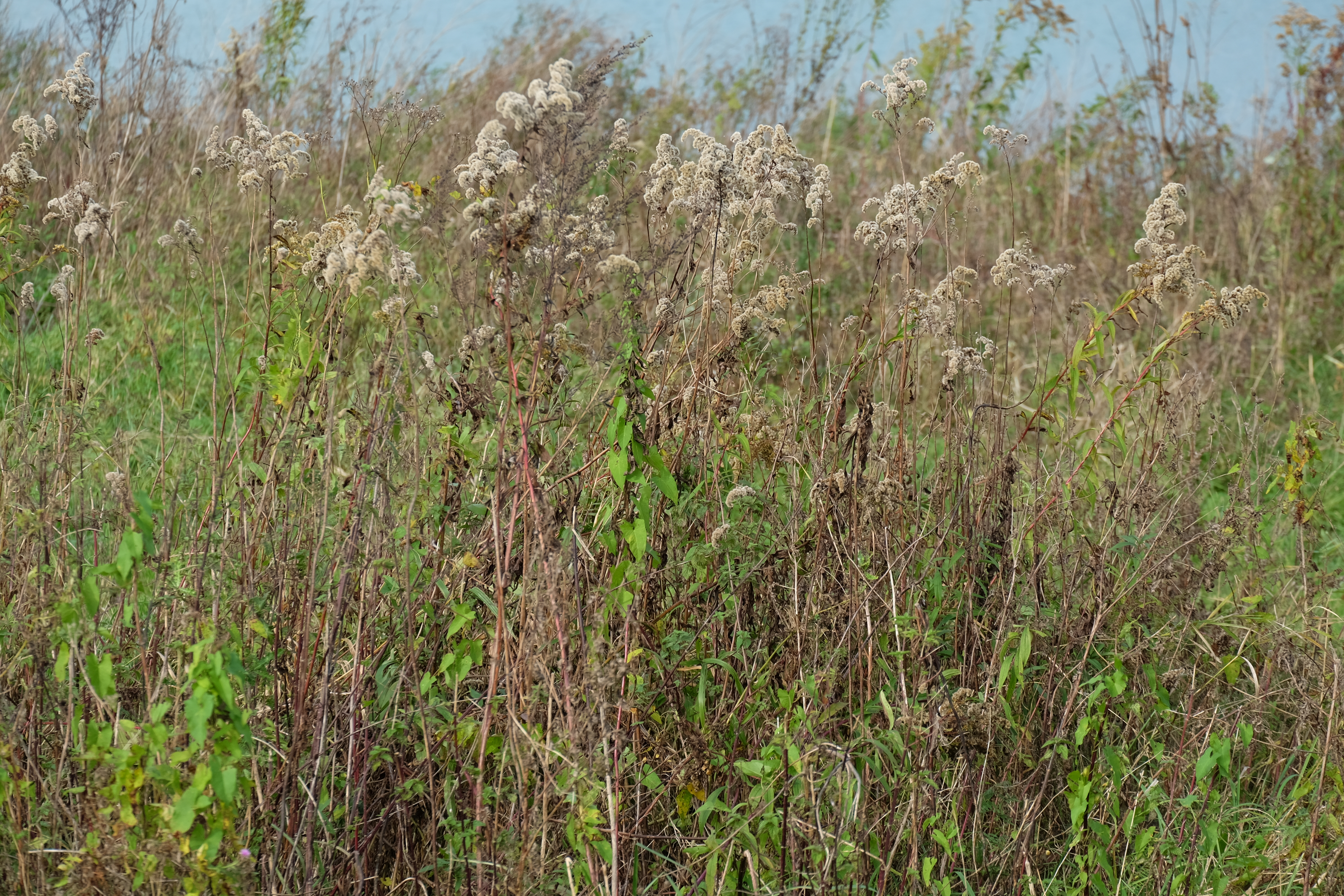
Derivaatgemeenschap met late guldenroede
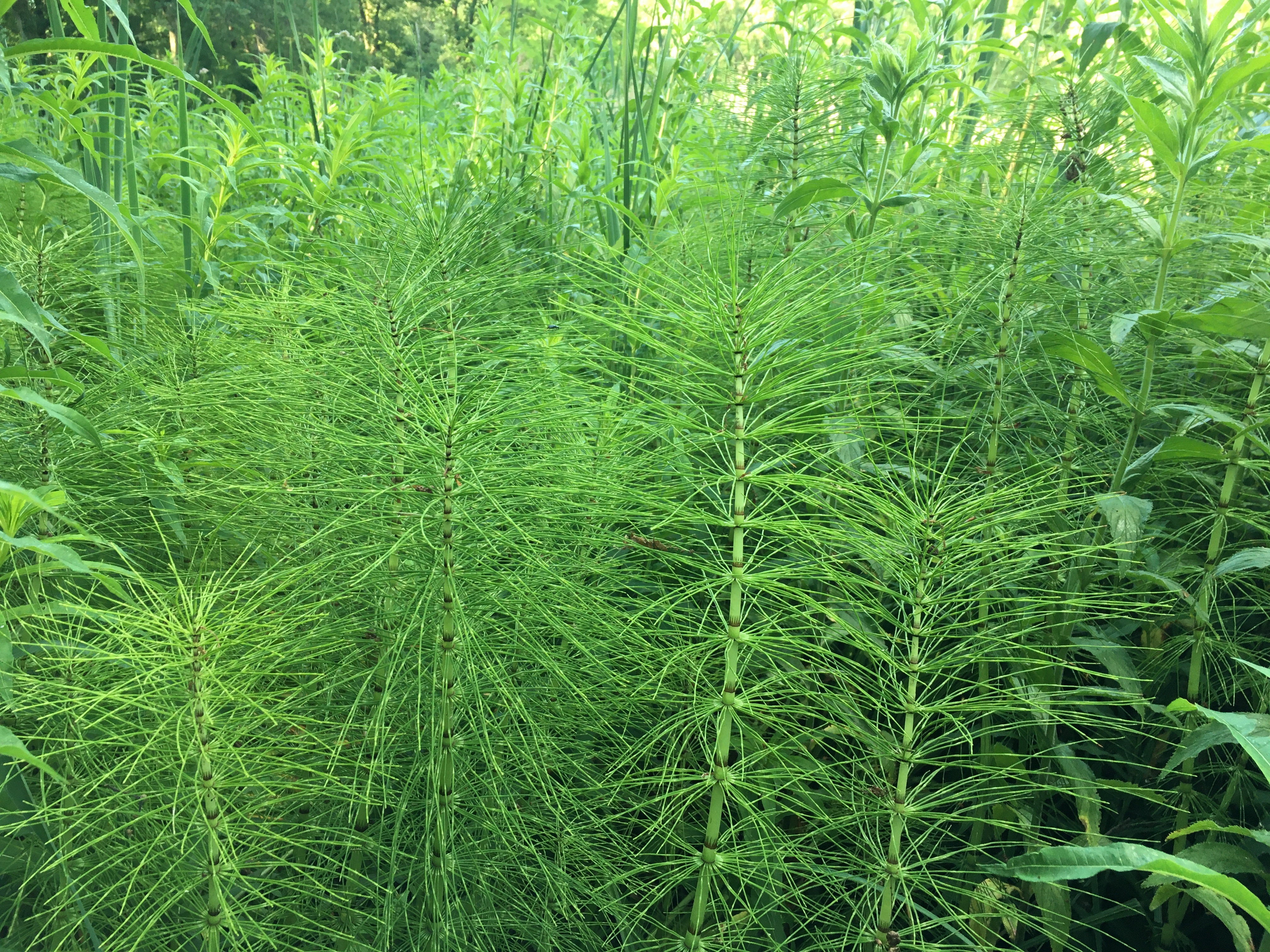
Rompgemeenschap met reuzenpaardenstaart
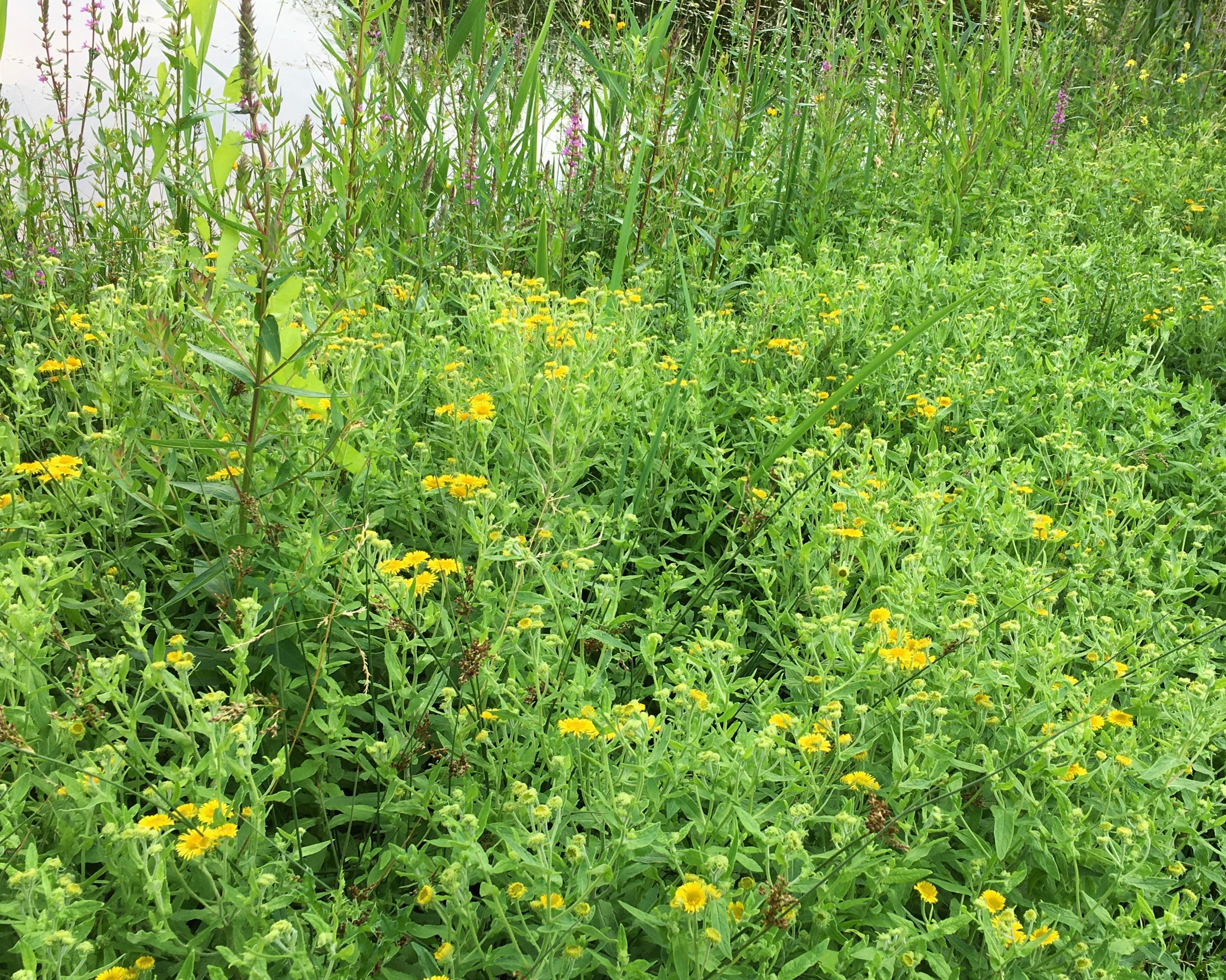
Rompgemeenschap met heelblaadjes
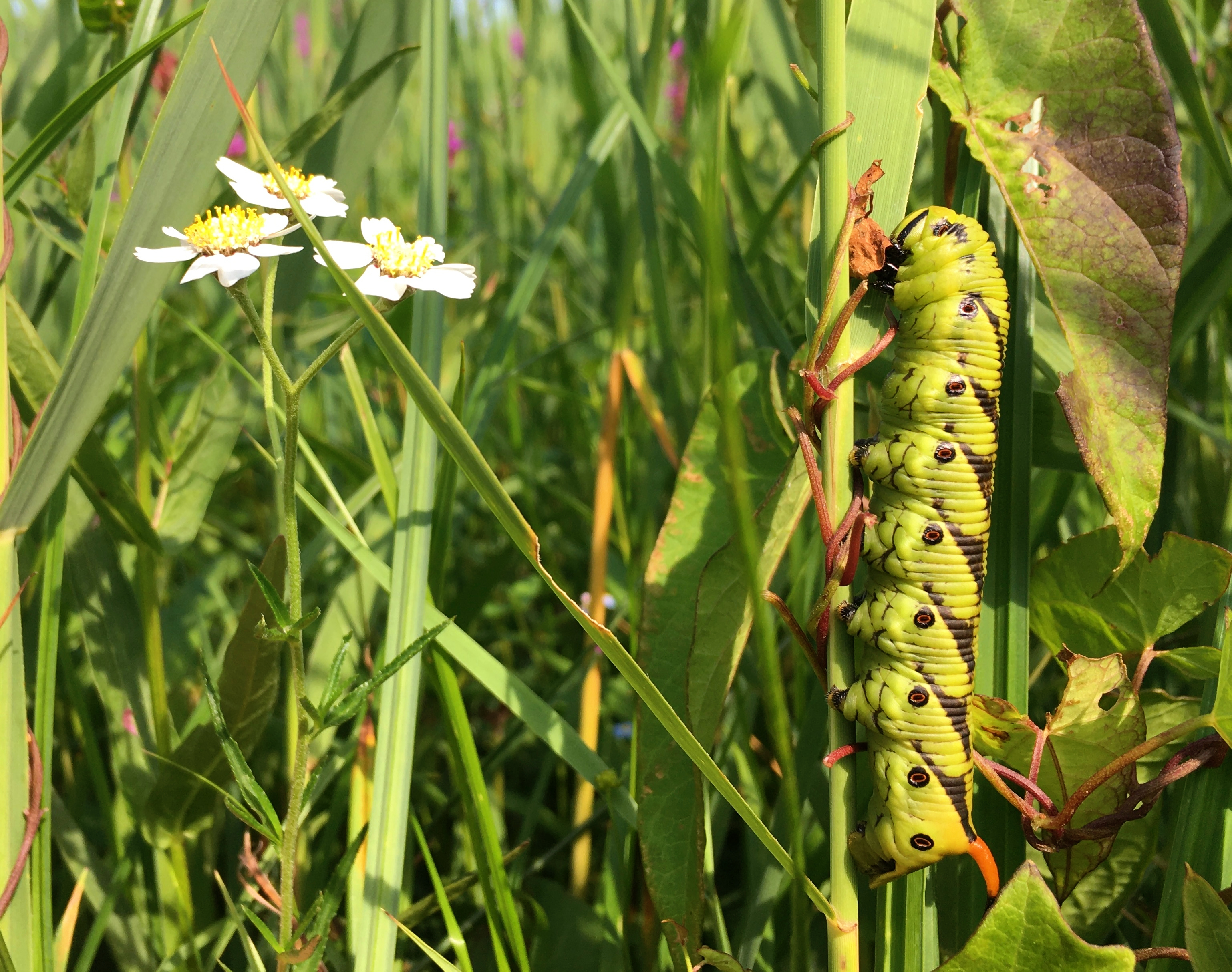
Windepijlstaart in een natte strooiselruigte